# Agía Foteiní (Sivrítos)
Agía Foteiní (em grego: Αγία Φωτεινή), também referida como Agía Fotiní, é uma vila cretense da unidade regional de Retimno, no município de Amári, na unidade municipal de Sivrítos. Está localizada na zona norte do vale Amári, cerca de 1 quilômetro da vila de Tronos. Atualmente é a sede do município de Amári. Próxima a vida estão a vila de Apóstoloi e a antiga cidade de Sívritos. Segundo o censo de 2011, têm 90 habitantes.